# 自由時報
自由時報（じゆうじほう）は、中華民国（台湾）の4大新聞のひとつ。現在は台湾国内で発行部数第一の新聞社（70数万部）。1980年4月17日に設立。創設者は台湾の不動産王、林榮三。発行人は呉阿明。スローガンは「台湾優先、自由第一」。新興財閥の「聯邦グループ」に属している。
中国時報と聯合報が中国寄りで泛藍国民党支持の路線であるのに対し、自由時報は台湾本土派の立場を取っているため、多くの泛緑民進党支持者が購読している。泛緑は台湾独立派、泛藍は中国との統一派に大別されるが、両派共にそこまで両極端でない人も多い。

## 歴史
- 1946年12月12日 - 自由時報の前身である「台東導報」が創刊。
- 1948年12月12日 - 経営状況の悪化により、台東県の国民大会代表である陳振宗（中国語版）が発行人となり「台東新報」に改題して新たに発行を始める。
- 1950年10月11日 - 損失の増大により休刊を宣言。
- 1952年7月12日 - 国民党台東県党部主任委員の呉若萍により復刊。
- 1961年元旦 - 販売範囲が花蓮と台東の2県に限られていたため広告収入に苦しみ、廃刊を宣言。
- その後、「遠東日報」として再び復刊し、さらに1978年には「自強日報」に改名して発行地を台東から彰化に移す。
- 1980年4月17日 - 聯邦グループが「自強日報」をニュー台湾ドル4000万元で買収。
- 1981年1月1日 - 「自由日報」に改名し、正式に中部地区の地方新聞となる。
- 1986年9月15日 - 台北県新荘市に本部を移転。
- 1987年9月 - 「自由時報」に改名し、全国展開の新聞に発展する。
- 1989年 - 本部を新荘市から台北市南京東路に移す。その後台湾の大手新聞社のひとつに成長する。
- 2004年10月 - 台北市内湖区瑞光路の現社屋に移転。

## 創業者
創業者の林栄三（リン・ロンサン）は、1939年台北縣蘆洲郷水河村生まれ。『自由時報』のほか、『タイペイ・タイムズ』も発行する。手広く不動産事業を行ない、『フォーブス』の2013年長者番付によると、台湾で6番目の富豪である。

## エピソード
- 2021年6月24日、香港の新聞である『蘋果日報』を香港当局が香港国家安全維持法を利用して廃刊に追い込んだことを受けて、『自由時報』の編集局長鄒景雯は、『蘋果日報』は極めて真っ当な意見を述べたにすぎず、平和的手段を使い香港人の権益を守ろうとしただけであり、中国には「抄家滅族（屋敷を捜索して財産を没収、一族郎党を皆殺しにする）」という言葉があるが、香港当局が黎智英を投獄し、幹部を逮捕し、資産を凍結し、廃刊に追い込むやり方を見て、いまだに中国では封建王朝的支配が続いており、中国政府が『蘋果日報』に行ったことは全ての民主主義国家に対する挑発であり、私たちがここで何もしなければ、中国はますます増長して対外拡張を続け、私たちの生活も破壊され、「今こそ全世界の民主主義国家は連携して中国の独裁者に圧力を加えるべきだ。民主主義対独裁体制。私たちにとって負けられない戦いは始まっている」と述べている[2]。
- 2021年7月11日、陝西省宝鶏市の政法委員会が台湾有事の際に日本を核攻撃する動画をインターネットに公開し、日本が台湾有事に首を突っ込んだら、「例外的に」核を使用してもいいと主張している[3]。動画は「台湾解放を目指すわれわれの試みに、日本が武力で介入するなら、たとえ1兵卒、1機の軍用機、1隻の軍艦の派遣であっても、われわれはただそれを撃破するだけでなく、日本に対する全面戦争を開始すべきだ」として、「まず、核爆弾を落とす」「再び無条件降伏するまで、何発でも落とし続ける」、そして、日本の防衛力をたたき、「台湾海峡に兵力を割けなくなるまで」徹底的にたたいて、他国の内政問題に介入したら、どんな目に遭うかを思い知らせ、そのために「日本を核先制不使用の例外とすることで、われわれは日本と世界に警告できる。祖国統一を含め、わが国の内政問題に日本が軍事介入すれば、核が使用され、日本が無条件降伏するまで使用され続けることになる」と主張しており[3]、核攻撃を行うことで、中国は尖閣諸島を日本から取り戻し、沖縄を日本の支配から解放できると述べている[3]。この動画をについて『自由時報』は、「喪心病狂（きちがい）」と評している[4]。